# 10421 Dalmatin
10421 Dalmatin (1999 AY6) là một tiểu hành tinh vành đai chính được phát hiện ngày 9 tháng 1 năm 1999 bởi K. Korlevic ở Visnjan.